# 3e brigade d'infanterie motorisée (Moldavie)
Pour les articles homonymes, voir 3e brigade.
La 3e brigade d'infanterie motorisée « Dacia »  est une unité d'infanterie motorisée des forces terrestres de l'armée nationale moldave basée dans la ville de Cahul.

## Histoire
La brigade d'infanterie motorisée à Cahul est créée le 24 février 1992 par décret du président de la république de Moldavie. La brigade est parmi les premières unités de l'armée nationale à prêter serment de foi à la république de Moldavie et à ses citoyens le 4 mars 1992. La brigade est composée d'anciennes unités de l'armée soviétique à Cahul et à Comrat en Gagaouzie. C'est parmi les premières unités à s'engager dans la guerre de Transnistrie en 1992,. En 2018, l'unité reçoit l'Ordre d'État « Foi de la patrie » de 1re classe. Elle célèbre son 28e anniversaire en 2020 avec une cérémonie de prestation de serment et un défilé militaire sur la place de l'Indépendance à Cahul en présence du ministre de la Défense Victor Gaiciuc (en).
Comme toutes les autres brigades d'infanterie motorisée des forces terrestres, la brigade maintient une fanfare militaire qui sert lors d'occasions spéciales.